# Critica del Programma di Gotha
La Critica al Programma di Gotha (in tedesco Kritik des Gothaer Programms), più conosciuta come Critica del Programma di Gotha, è una critica scritta nel 1875 da Karl Marx e pubblicata postuma nel 1891 da Friedrich Engels: lo scritto è  basato su una delle lettere di Marx, inviata nel maggio del 1875, alla fazione Eisenach del movimento socialdemocratico della Germania, con cui Marx e Friedrich Engels erano in stretto contatto. In tale saggio Marx rivolge una critica al piano d'azione proposto dal partito operaio tedesco per il programma di Gotha.
Le principali critiche di Marx al programma sono principalmente rivolte alle posizioni di Ferdinand Lassalle. Si tratta inoltre dell'unico testo in cui Marx cita la dittatura del proletariato come primo periodo della rivoluzione e della società comunista. Nello stesso, tra le altre cose, criticava la tendenza a considerare i lavoratori solamente come "tali", tutti uguali, senza considerare le loro diversità in quanto individui ed esseri umani. A questo proposito vi è nel testo una critica ad un articolo del programma che vorrebbe retribuire i lavoratori nell'ambito di uno stato socialista secondo ciò che essi producono, ovvero secondo parametri capitalistici, mentre Marx sostiene che a ognuno si debba dare "secondo i suoi bisogni".
Nella Critica al Programma di Gotha, Marx si concentra su diversi punti che ritiene siano stati implementati erroneamente nella bozza del programma del partito, come l'origine della ricchezza sociale, la sua distribuzione equa e la posizione dei capitalisti e dei proprietari terrieri. Tratta anche temi come la necessità dell'internazionalismo nel movimento operaio, la posizione della classe lavoratrice rispetto alle altre classi, il sistema educativo e la legge salariale ferrea di Ferdinand Lassalle, sulla cui influenza teorica sul programma del partito si basa la critica di Marx. Viene anche esaminato il ruolo dello Stato e il suo sviluppo, in particolare dopo una rivoluzione proletaria, e viene confrontato criticamente con la concezione statale presente nella bozza del programma.

## Storia della pubblicazione

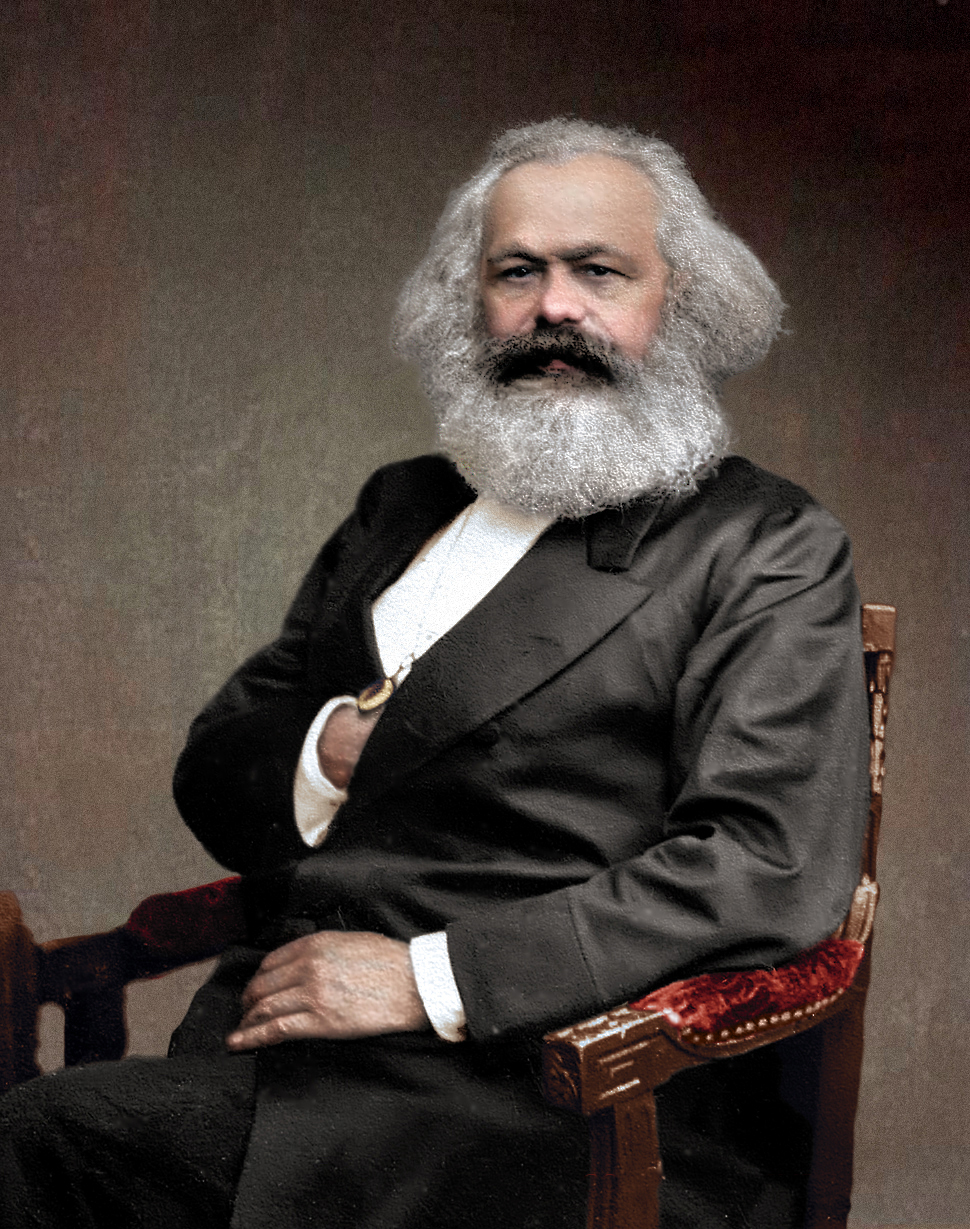
Karl Marx nel 1875

La "Critica al Programma di Gotha" fu scritta in aprile e all'inizio di maggio del 1875 ed inizialmente fu diffusa solo tra Marx ed Engels. Dopo la morte di Marx, nel 1891, quando le leggi socialiste furono abrogate e il Partito Socialista dei Lavoratori di Germania, formato dalla fusione tra il SDAP e il ADAV, tornò a orientarsi maggiormente verso il marxismo (come evidenziato al successivo congresso di Erfurt), Friedrich Engels pubblicò la critica nella rivista "Die Neue Zeit", n° 18, primo volume, 1890-1891, con un'introduzione alla pubblicazione al fine di influenzare il dibattito sulla direzione del partito. L'introduzione di Engels spiega brevemente la storia della creazione del testo e discute delle misure di censura necessarie per la sua pubblicazione; oggi è possibile leggere la critica così come fu scritta da Marx:
(Friedrich Engels, "Introduzione a 'Critica al Programma di Gotha'")
Il pronipote di Marx, Marcel Charles Longuet, donò il manoscritto originale all'Istituto del Marxismo-Leninismo presso il Comitato Centrale del Partito Comunista dell'Unione Sovietica nell'autunno del 1960.

## Contesto storico

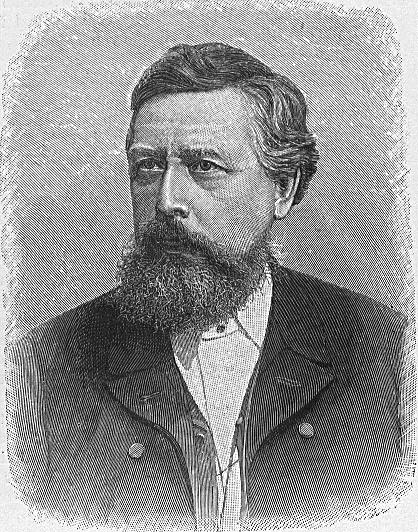
Wilhelm Liebknecht, oppositore della diffusione del documento di Marx della critica al Programma di Gotha, il motivo per cui esso fu pubblicato solo nel 1891, sedici anni dopo la sua stesura.

Le trattative per la fusione tra la ADAV e il SDAP, iniziarono nel febbraio del 1875 nella città di Gotha. Dopo accesi dibattiti, venne concordato un testo di compromesso ispirato al marxismo, ma con significative concessioni di Lassalle, come l'accettazione delle teorie riguardanti la "legge ferrea dei salari" e la "massa reazionaria", oltre al supporto alle cooperative di produzione. Marx ed Engels, ai quali non fu permesso di partecipare alle discussioni, espressero il loro rifiuto del documento. Engels scrisse in una lettera a August Bebel, uno dei due leader del SDAP: «Né Marx né io potremmo mai aderire a un nuovo partito costruito su una base simile». Marx riteneva che il SDAP avrebbe dovuto limitarsi a formare un'alleanza con la ADAV e avrebbe dovuto abbandonare la formazione di un nuovo partito unificato.
Marx sviluppò la sua critica al testo dell'accordo in un documento intitolato "Note marginali al programma del Partito Operaio Tedesco", incluso in una lettera inviata al presidente del SDAP, Bracke. Tuttavia, nonostante la richiesta di Marx che il documento fosse reso noto ai membri del SDAP, il suo contenuto non fu divulgato fino a sedici anni dopo. La ragione fu che Wilhelm Liebknecht, l'altro leader del SDAP, si oppose alla sua diffusione perché poteva mettere in pericolo le trattative con l'ADAV, che all'epoca erano molto avanzate, e permise solo a pochi leader del SDAP di conoscerne il contenuto, ma non a Bebel, a cui fu nascosto.
Il Congresso fondativo del nuovo partito operaio unificato, chiamato Partito Socialista dei Lavoratori di Germania (Sozialistischen Arbeiterpartei Deutschlands, SAPD), si tenne anch'esso a Gotha e nella sessione del 27 maggio 1875, i 71 delegati di Lassalle e i 56 di Eisenach approvarono all'unanimità il documento concordato senza apportare modifiche significative, che sarebbe stato noto come il Programma di Gotha.
Una volta approvato, Marx ed Engels non iniziarono una campagna contro il Programma di Gotha, perché come spiegò Engels in una lettera datata 11 ottobre inviata a Bracke, «fortunatamente, il programma è stato giudicato più favorevolmente di quanto meritasse. Lavoratori, borghesi e piccolo-borghesi vi leggono ciò che desiderano trovare, non ciò che effettivamente afferma [...] Questo ci permette di tacere». Tuttavia, come Bebel commentò, «non è stato facile concordare con i due vecchi di Londra», riferendosi a Marx ed Engels.
Il documento di Marx sarebbe stato pubblicato sedici anni dopo, nel 1891, con il titolo "Critica al Programma di Gotha", e rappresentò uno dei testi marxisti più importanti, poiché non solo criticava le concezioni di Lassalle, in particolare la teoria della "massa reazionaria" e l'idea di "fratellanza dei popoli", che, secondo Marx, doveva essere sostituita dall'internazionalismo proletario, ma anche precisava il concetto di dittatura del proletariato e distingueva le due fasi che dovevano seguire alla presa del potere da parte della classe operaia: una prima governata dal principio "a ciascuno secondo il suo impegno" e una seconda governata dal principio "da ciascuno secondo la sua capacità ed a ciascuno secondo il suo bisogno" ( Da notare la somiglianza di quanto proposto da Marx con quello che avveniva nelle prime comunità cristiane secondo quanto è riportato in 
Atti (degli Apostoli ) 4,34  . . . tutti quelli che possedevano poderi o case li vendevano, portavano l'importo delle cose vendute, 35 e lo deponevano ai piedi degli apostoli; poi veniva distribuito a ciascuno, secondo il suo bisogno.).

## Contenuto

### Prefazione
Marx scrive di aver inviato una lettera a Bracke, accompagnata da una critica del progetto di programma (il Programma di Gotha) nel 1875, poco prima del Congresso dell'Unità di Gotha, con l'intenzione che la lettera fosse condivisa con Geib, Auer, Bebel e Liebknecht e quindi restituita a Marx. Marx sostiene che, poiché il Congresso del Partito di Halle ha messo in agenda la discussione sul Programma di Gotha, sarebbe colpevole di soppressione se non rendesse pubblico questo importante documento, forse il più importante, in relazione a questa discussione.
Marx espone chiaramente e fermamente la sua posizione sulla linea adottata da Lassalle fin dall'inizio della sua attività, sia per quanto riguarda i principi economici di Lassalle che le sue tattiche. Marx critica in modo severo e senza pietà il progetto di programma, evidenziando i risultati ottenuti e le carenze del progetto stesso.
Marx sottolinea che, quindici anni dopo, le sue critiche non dovrebbero più offendere nessuno, poiché gli specifici seguaci di Lassalle sono ormai ridotti a rovine isolate all'estero e persino a Halle il Programma di Gotha è stato abbandonato dai suoi creatori come del tutto inadeguato.
Tuttavia, Marx indica che ha omesso alcune espressioni e giudizi severi dove non erano rilevanti e li ha sostituiti con dei puntini. Questo perché Marx e Engels avevano forti legami con il movimento operaio tedesco, quindi erano particolarmente sconvolti dalla chiara regressione rappresentata dal progetto di programma. Inoltre, erano coinvolti in una lotta violenta contro Bakunin e gli anarchici dopo il Congresso dell'Aia dell'Internazionale, e temevano che avrebbero potuto essere associati in modo errato anche a questo programma.
Concludendo Marx dice che, per le ragioni legate alla legge sulla stampa, alcune frasi sono state sostituite con dei puntini, e dove ha scelto espressioni più miti, le ha inserite tra parentesi quadre. Tuttavia, il testo è stato altrimenti riprodotto fedelmente. Il documento è datato il 6 gennaio 1891 a Londra.

### Lettera a Bracke

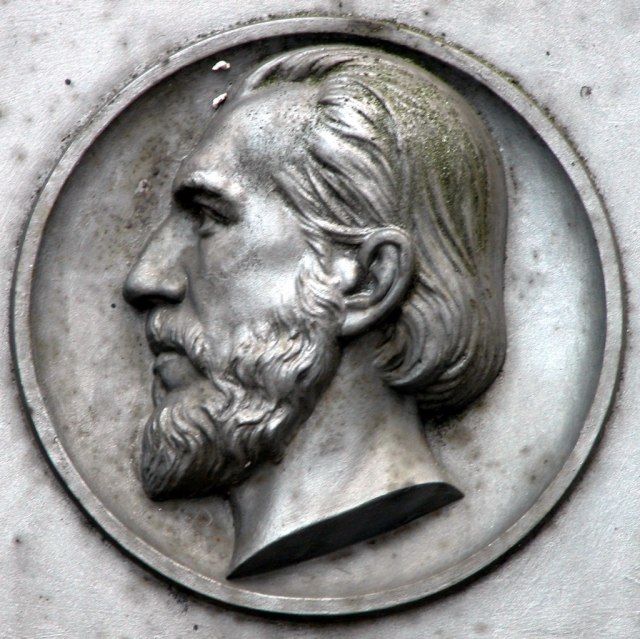
Wilhelm Bracke

Marx afferma di respingere il programma e di volersi distanziare chiaramente da esso. Egli si oppone a un "baratto di principi" e invece propone un "programma d'azione" o un "piano di organizzazione" per un'azione comune. In particolare, critica l'influenza di Lassalle nel programma del partito.

### I. Il lavoro
Nel primo paragrafo, vengono criticate le cinque principali affermazioni del Programma di Gotha:
(Karl Marx, "Critica del Programma di Gotha")
Marx critica profondamente questo paragrafo e afferma che "il lavoro non è la sola fonte di ricchezza. La natura è altrettanto fonte di beni utili (e la ricchezza materiale consiste principalmente in essi) quanto il lavoro, che è esso stesso l'espressione di una forza naturale, la forza lavorativa umana." Pertanto, a suo avviso, il paragrafo dovrebbe essere formulato in modo diverso: "La fonte di ricchezza e cultura è il lavoro solo quando è lavoro sociale. Man mano che il lavoro si sviluppa socialmente e diventa la fonte di ricchezza e cultura, la povertà e la degradazione aumentano per i lavoratori, mentre la ricchezza e la cultura crescono per coloro che non lavorano."
(Karl Marx, "Critica del Programma di Gotha")
Marx sottolinea che il monopolio sui mezzi di produzione non è detenuto solo dalla classe capitalista, ma è formato sia dai capitalisti che dai proprietari terrieri.
(Karl Marx, "Critica del Programma di Gotha")
Innanzitutto, Marx critica il termine "frutto del lavoro" come un concetto economicamente inaccurato, così come la formulazione poco chiara di una "distribuzione equa" ("Non sostengono i borghesi che la distribuzione attuale è 'equa'?"). Successivamente, Marx definisce la sua visione di una distribuzione equa del prodotto sociale totale basata sulle sue teorie economiche. Dal prodotto sociale totale bisogna ora sottrarre:
1. Copertura per il rinnovo dei mezzi di produzione consumati,
2. Parte aggiuntiva per l'espansione della produzione,
3. Fondo di riserva o assicurativo contro incidenti, disturbi dovuti a eventi naturali, ecc.'"

Questi sottrazioni sono una necessità economica, e la loro dimensione deve essere determinata in base alle risorse e alle capacità disponibili. Ciò che rimane del prodotto sociale totale è destinato a servire come mezzi di consumo. Prima di procedere alla distribuzione individuale, bisogna sottrarre:
1. Le spese generali di amministrazione che non sono direttamente legate alla produzione. Questa parte è inizialmente notevolmente limitata rispetto alla società attuale e diminuisce nella stessa misura in cui la nuova società si sviluppa;
2. Ciò che è destinato a soddisfare le necessità comuni, come scuole, servizi sanitari, ecc. Questa parte cresce inizialmente notevolmente rispetto alla società attuale e aumenta nella stessa misura in cui la nuova società si sviluppa;
3. Fondi per chi è incapace di lavorare, ecc., in breve, per quello che oggi è considerato assistenza ufficiale ai poveri.

Ora giungiamo al punto in cui si tratta della distribuzione dei beni di consumo tra i singoli produttori (lavoratori) della cooperativa. L'uguaglianza nella distribuzione dei beni di consumo tra i lavoratori consiste nel fatto che essi vengono misurati allo stesso standard, cioè il lavoro (si fa riferimento alla teoria del valore-lavoro). Quindi, si tratta di un diritto all'ineguaglianza, nel suo contenuto, come ogni diritto. Il diritto, per sua natura, può esistere solo attraverso l'applicazione di uno stesso standard; ma gli individui disuguali (e non sarebbero individui diversi se non fossero disuguali) possono essere misurati allo stesso standard solo se vengono posti sotto la stessa prospettiva. Un lavoratore è sposato, un altro no; uno ha più figli dell'altro, ecc. ecc. Con la stessa prestazione lavorativa e quindi la stessa quota del fondo di consumo sociale, uno di loro riceverà effettivamente di più dell'altro, sarà più ricco dell'altro, ecc. Per evitare tutti questi problemi, il diritto dovrebbe essere, invece che uguale, inequale. Ma questi problemi sono inevitabili nella prima fase della società comunista, come emersa dalla società capitalista dopo un lungo travaglio. Solo quando la divisione del lavoro, l'opposizione tra lavoro fisico e lavoro intellettuale saranno superate, e quando la ricchezza cooperativa sarà prodotta in abbondanza, l'angusto orizzonte giuridico borghese potrà essere completamente superato e la società potrà scrivere sul suo stendardo: 'Da ciascuno secondo le sue capacità, ad ognuno secondo i suoi bisogni'.
(Karl Marx, "Critica del Programma di Gotha")
Marx critica la formulazione, a suo parere, poco chiara di una "liberazione del lavoro", sottolineando che, secondo lui, la liberazione della classe lavoratrice deve essere l'azione stessa dei lavoratori. Inoltre, critica la rappresentazione di tutte le altre classi, diverse dalla classe lavoratrice, come una massa reazionaria. Marx invita invece a una differenziazione tra le diverse classi sociali.
(Karl Marx, "Critica del Programma di Gotha")
Marx critica la prospettiva della movimentazione operaia dal punto di vista nazionale più ristretto, sottolineando invece l'interconnessione internazionale tra economia e stati. Egli ritiene che una trasformazione radicale delle condizioni esistenti da parte della classe lavoratrice sia possibile solo a livello internazionale, promuovendo quindi l'idea dell'"internazionalismo.

### II. La legge

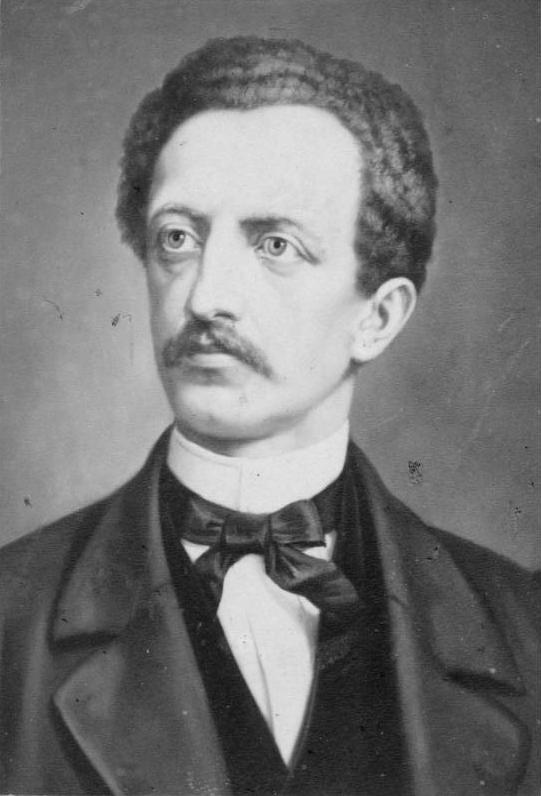
Ferdinand Lassalle, criticato da Marx di avere una comprensione errata della formazione dei salari nel capitalismo.

Dopo che i principi del Programma di Gotha sono stati formulati, continua nel seguente modo:
(Karl Marx, "Critica del Programma di Gotha")
Marx critica ora la legge salariale ferrea di Ferdinand Lassalle, accusandolo di avere una comprensione errata della formazione del salario nel capitalismo:
(Karl Marx, "Critica del Programma di Gotha")
Inoltre, Marx osserva:
(Karl Marx, "Critica del Programma di Gotha")

### III. La lotta di classe
Marx continua con la seguente citazione dal programma del partito:
(Karl Marx, "Critica del Programma di Gotha")
Al posto della lotta di classe esistente, subentra una frase da giornalisti: 'la questione sociale', la cui 'soluzione' viene 'preparata'. Invece di derivare dal processo di trasformazione rivoluzionaria della società, l' 'organizzazione socialista del lavoro complessivo' viene 'creata' dalla 'collaborazione dello Stato', con lo Stato che crea cooperative produttive, non i lavoratori stessi. Marx sottolinea che la maggioranza della popolazione lavoratrice in Germania è composta da contadini e non dal proletariato. Critica l'idea che gli aiuti dello Stato dovrebbero essere posti sotto il controllo democratico, cioè sotto il controllo del popolo lavoratore.

### IV. Lo Stato
(Programma di Gotha)
Marx chiama questa sezione la "sezione democratica" e pone inizialmente la domanda: "Cos'è – lo stato libero?"
Secondo Marx, bisogna comprendere la società esistente come base dello stato esistente e non considerare lo stato come un ente autonomo che possiede le sue proprie basì intellettuali, morali e liberali. L'attuale società è la società capitalista che esiste in tutti i paesi civilizzati, più o meno priva di elementi medievali, più o meno modificata dalla particolare evoluzione storica di ogni paese, più o meno sviluppata. D'altra parte, lo "stato attuale" varia da un paese all'altro. È diverso nella Prussia tedesca rispetto alla Svizzera, diverso in Inghilterra rispetto agli Stati Uniti. L'attuale stato è quindi una finzione. Tuttavia, i vari stati dei diversi paesi civilizzati, nonostante la loro diversità di forme, hanno in comune il fatto di essere radicati nella moderna società borghese, con uno sviluppo capitalistico più o meno avanzato. Hanno quindi alcune caratteristiche essenziali in comune. In questo senso, si può parlare di "sistema statale attuale", in contrapposizione al futuro in cui le sue radici attuali, la società borghese, saranno morte.
La domanda che sorge è: quale trasformazione subirà il sistema statale in una società comunista? In altre parole, quali funzioni sociali rimarranno che sono analoghe alle attuali funzioni statali? Questa domanda può essere risolta solo scientificamente, e l'accostamento delle parole "popolo" e "stato" non ci avvicina nemmeno di un passo a risolvere il problema. Tra la società capitalista e quella comunista si colloca il periodo della trasformazione rivoluzionaria di una nell'altra. A questo corrisponde anche un periodo di transizione po politica, il cui stato non può essere nient'altro che la dittatura rivoluzionaria del proletariato. Secondo Marx, il programma non ha nulla a che fare né con quest'ultima, né con il futuro sistema statale della società comunista.
Marx sottolinea che le richieste presentate nel programma di Gotha sono già state realizzate nella "società borghese attuale", ma non nello "stato attuale" della Prussia tedesca, nel quale tali richieste non sono attuabili. Dato che il Partito Socialista dei Lavoratori di Germania dichiara esplicitamente di operare all'interno dello "stato nazionale attuale", ovvero del suo stato, allora non poteva dimenticare l'aspetto principale, ovvero che il suffragio universale, la legislazione diretta, il diritto popolare, la milizia popolare, si basano sul riconoscimento della cosiddetta sovranità popolare e quindi sono appropriati solo in una repubblica democratica. Poiché non si ha il coraggio di richiedere una repubblica democratica, non si dovrebbe neanche rifugiarsi nella truffa né "onestà" né degna di essere menzionata, di chiedere cose che hanno senso solo in una repubblica democratica da uno stato che è nient'altro che un dispotismo militare protetto dalla burocrazia, nascosto dietro forme parlamentari e contaminato allo stesso tempo dall'elemento feudale e influenzato dalla borghesia.
Marx spiega che le richieste del programma di Gotha sono all'interno della società borghese, così come lo stato che vi è delineato. Inoltre, riformula la sua visione dello stato come un fenomeno sovrastrutturale nella società:
(Karl Marx, "Critica del Programma di Gotha]])
Il Partito Socialista dei Lavoratori di Germania richiede come base intellettuale e morale dello stato:
(Programma di Gotha)
Viene posta in questione criticamente la possibilità di fornire un'istruzione popolare uguale in una società di classi. Si sottolinea che l'istruzione gratuita porta anche a classi superiori che finanzianno i loro costi educativi dal tesoro pubblico. Marx sostiene anche la necessità di scuole tecniche accanto alle scuole pubbliche. È del tutto sbagliato parlare di "educazione popolare fornita dallo stato". Stabilire, attraverso una legge generale, i mezzi delle scuole pubbliche, la qualificazione del personale insegnante, i rami dell'istruzione, ecc., e, come avviene negli Stati Uniti, controllare l'adempimento di questi regolamenti attraverso ispettori statali, è completamente diverso dall'aspettare che lo stato diventi l'educatore del popolo. Piuttosto, governo e chiesa devono essere esclusi da ogni influenza sulla scuola in modo equo.
Marx sostiene anche la necessità di un rifiuto più deciso da parte del partito socialdemocratico nei confronti di qualsiasi "superstizione religiosa".

### Appendice
Marx spiega che «l'allegato seguente nel programma [...] non costituisce una parte caratteristica dello stesso» e quindi vi dedica solo una breve attenzione. Desidera rendere più precisi i punti del programma attraverso modifiche concrete. Pertanto, chiede una definizione precisa della durata della giornata lavorativa normale, in particolare per le donne.
Marx si oppone a una limitazione del lavoro delle donne. Sostiene che dovrebbero essere escluse al massimo solo da «settori di lavoro [...], specificamente dannosi per il corpo femminile o moralmente indecenti per il sesso femminile». Chiede un'età specifica per il divieto di lavoro minorile, sottolineando che «un divieto generale del lavoro minorile è incompatibile con l'esistenza della grande industria ed è quindi solo un desiderio pio e vuoto». Al contrario, ritiene che «la precoce connessione del lavoro produttivo con l'istruzione» sia un mezzo per trasformare la società.
Chiede la supervisione dell'industria da parte di ispettori medici, che possono essere rimossi solo per decisione giudiziaria e su richiesta dei lavoratori stessi. I socialdemocratici dovrebbero impegnarsi a non regolare la concorrenza tramite la forza lavoro dei detenuti, poiché altrimenti i detenuti esclusi dal processo produttivo non potrebbero migliorare se stessi e verrebbero trattati come bestiame. Infine, chiede dettagli precisi sulle leggi sulla responsabilità civile e sulla sicurezza sul lavoro. Marx conclude con la dichiarazione:
«Dixi et salvavi animam meam.» (Ho parlato e ho salvato la mia anima.)

## Influenza

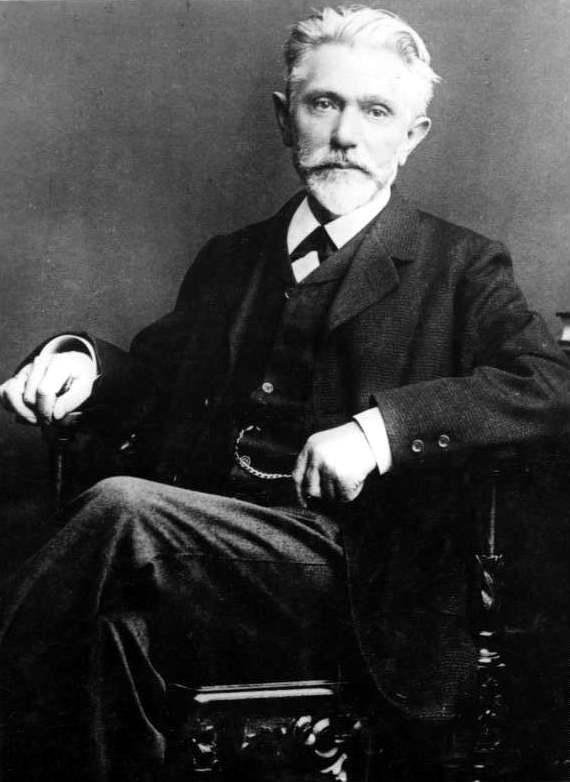
August Bebel

### Accoglienza lavorativa
I Marx-Engels-Werke (MEW) pubblicati nella RDT caratterizzano l'opera come segue: «La 'Critica al programma di Gotha' (chiamata da Marx 'Note marginali al programma del Partito Operaio Tedesco') è uno dei contributi più importanti allo sviluppo delle questioni programmatiche fondamentali del comunismo scientifico. Il testo è un esempio paradigmatico della lotta implacabile contro l'opportunismo. Proprio come Engels nella sua lettera a Bebel, Marx nelle sue 'Note marginali' fornisce una valutazione critica e principale della bozza di programma per il futuro Partito Operaio Socialdemocratico Unito di Germania.»

### Analisi comparata dei programmi dei partiti
Il confronto tra il programma fondativo del Partito Operaio Socialdemocratico marxista del 1869, il programma di Gotha del Partito Socialista dei Lavoratori di Germania del 1875 e il programma di Erfurt del Partito Socialdemocratico Tedesco (SPD) del 1891 rivela l'influenza di Marx ed Engels su tali programmi.

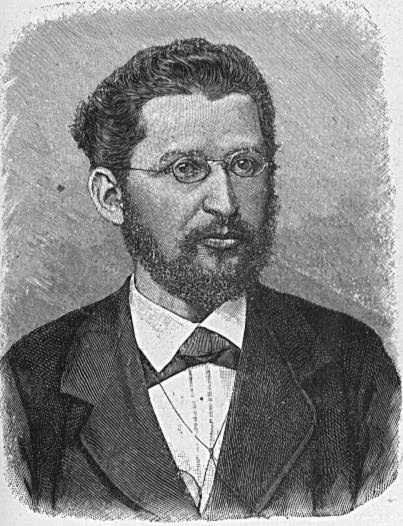
Eduard Bernstein

I tre programmi condividono molte richieste comuni, come la legislazione del popolo, la difesa popolare e la giustizia gratuita. Tuttavia, già nel programma di Eisenach del 1869, elaborato con il contributo di August Bebel e Wilhelm Liebknecht, vi erano alcuni punti criticati da Marx nel programma di Gotha. Questi includono la menzione di uno "stato popolare libero", l'omissione della classe dei proprietari terrieri, l'uso del termine "frutto del lavoro", la gratuità delle istituzioni educative e della giustizia, nonché formulazioni poco chiare riguardo alla giornata lavorativa e al lavoro delle donne. Marx ed Engels accettarono il termine "stato popolare" temporaneamente, sebbene lo considerassero scientificamente insufficiente.
Nonostante le somiglianze tra i programmi di Eisenach e Gotha, vi sono differenze significative. Alcune formulazioni sulla lotta di classe e l'abolizione del dominio di classe sono state rimosse nel programma di Gotha, influenzato dall'approccio di Ferdinand Lassalle. Questo programma ha incluso la "legge del salario ferreo" e l'idea di cooperative produttive socialiste assistite dallo Stato, suscitando la critica di Marx ed Engels.
La critica di Marx al programma di Gotha ha avuto un impatto limitato sulla versione finale. Tuttavia, Friedrich Engels ha utilizzato la critica per influenzare il programma di Erfurt del 1891, che è diventato il più coerente nel rappresentare la visione marxista, specialmente nella sezione introduttiva scritta da Karl Kautsky. Il programma di Erfurt sottolinea l'inevitabile conflitto tra borghesia e proletariato, la trasformazione della proprietà privata dei mezzi di produzione in proprietà sociale e la transizione verso una produzione socialista gestita dalla società.
Tuttavia, va notato che nel programma di Erfurt, l'accesso gratuito all'istruzione è richiesto solo per l'istruzione di base e per gli studenti considerati idonei in base alle loro capacità di formazione ulteriore.